# La Bête à concours
Pour plus de détails, voir Fiche technique et Distribution.
La Bête à concours (People Are Bunny) est un court métrage d'animation de la série américaine Merrie Melodies, réalisé par Robert McKimson et sorti le 19 décembre 1959, qui met en scène Bugs Bunny et Daffy Duck.

## Distribution
- Gérard Surugue : Bugs Bunny
- Patrick Guillemin : Daffy Duck
- Bernard Métraux : Annonceur